# Andrena vulpecula
Andrena vulpecula är en biart som beskrevs av Joseph Kriechbaumer 1873. Andrena vulpecula ingår i släktet sandbin, och familjen grävbin. Inga underarter finns listade i Catalogue of Life.